# 日本琺瑯工業会
一般社団法人日本琺瑯工業会（にほんほうろうこうぎょうかい、英: Japan Enamel Assiciation）は、日本の琺瑯業界における業界団体。

## 協会概要
- 所在地 - 東京都荒川区荒川7丁目20-1
- 設立 - 1976年8月28日
- 組織および事業内容 - 下記の4委員会・5部会を設置している。
  - 技術委員会 - 琺瑯技術の研究開発や技術講習会の実施など。
  - マーク委員会 - IHクッキングヒーター対応製品の認定マーク（200V用と100Vの2種）の制定、PL法への対応など。
  - 苦情処理委員会 - 琺瑯製品に対する苦情処理や消費者対応など。
  - ISO国内委員会 - 琺瑯に関する国際標準規格についての対応など。
  - 器物部会 - 鍋など家庭用品の振興事業。
  - 浴槽部会 - 浴槽の振興事業。
  - 住宅機器用品部会 - 流し台や洗面台など住宅設備機器の振興事業。
  - 建材部会 - 琺瑯製建築材料の振興事業。
  - 化学機器部会 - 工業用機器の振興事業。